# Hepokari, Nagu
Hepokari är en ö nära Innamo i Nagu,  Finland. Den ligger i Skärgårdshavet i Pargas stad i den ekonomiska regionen  Åboland i landskapet Egentliga Finland, i den sydvästra delen av landet. Ön ligger omkring 2 kilometer öster om Innamo, 9 kilometer nordväst om Nagu kyrka, 34 kilometer sydväst om Åbo och omkring 170 kilometer väster om Helsingfors. Närmaste allmänna förbindelse är förbindelsebryggan vid Innamo som trafikeras av M/S Falkö. 
Öns area är 1,8 hektar och dess största längd är 190 meter i öst-västlig riktning. Närmaste större samhälle är Rimito, 15,7 km nordost om Hepokari.